# Hydriomena bonitusa
Hydriomena bonitusa là một loài bướm đêm trong họ Geometridae.